# Adam Boros
Adam Boros (ur. 1 stycznia 1965 w Elblągu) – piłkarz klubów z Elbląga oraz z Pomorza.
Posiada licencję trenerską UEFA A.

## Przebieg kariery

### Kariera sportowa
Rozpoczął karierę w zespole młodzieżowym, Olimpia Elbląg, w roku 1978. Cztery lata później rozpoczął grę w drużynie seniorskiej tego klubu. W II lidze zadebiutował 21 marca 1983 roku w meczu Olimpia – Arkonia Szczecin.
W sezonie 1989/1990 przeszedł do klubu Bałtyku Gdynia. Po roku gry w tym klubie wrócił do Olimpii, a w 1992 roku, przeniósł się do finlandzkiego klubu PK-37 Jisalim. Po jednym sezonie ponownie przeniósł się do kraju i rozpoczął grę w Pomezanii Malbork, z którą awansował do rozgrywek w II lidze. W 1996 roku przyjął propozycję klubu Zatoki Braniewo.

### Kariera trenerska
Po zakończeniu kariery seniorskiej zajął się szkoleniem, najpierw grup młodzieżowych, a następnie klubów seniorskich. Od 1 stycznia 2020 roku jest trenerem Concordii Elbląg.

## Życie prywatne
Jest związany z żoną Kamilą. Ma dwóch synów: Cezara i Olafa.

## Osiągnięcia

### Plebiscyty
- 6. miejsce w plebiscycie Dziennika Bałtyckiego, na najpopularniejszego sportowca w województwie elbląskim (1993)
- 7. miejsce w plebiscycie Dziennika Bałtyckiego, na najpopularniejszego sportowca w województwie elbląskim (1994)
- 24. miejsce w plebiscycie na najlepszego piłkarza 50-lecia